# Gasthof Zur Alten Post (Herzogsreut)

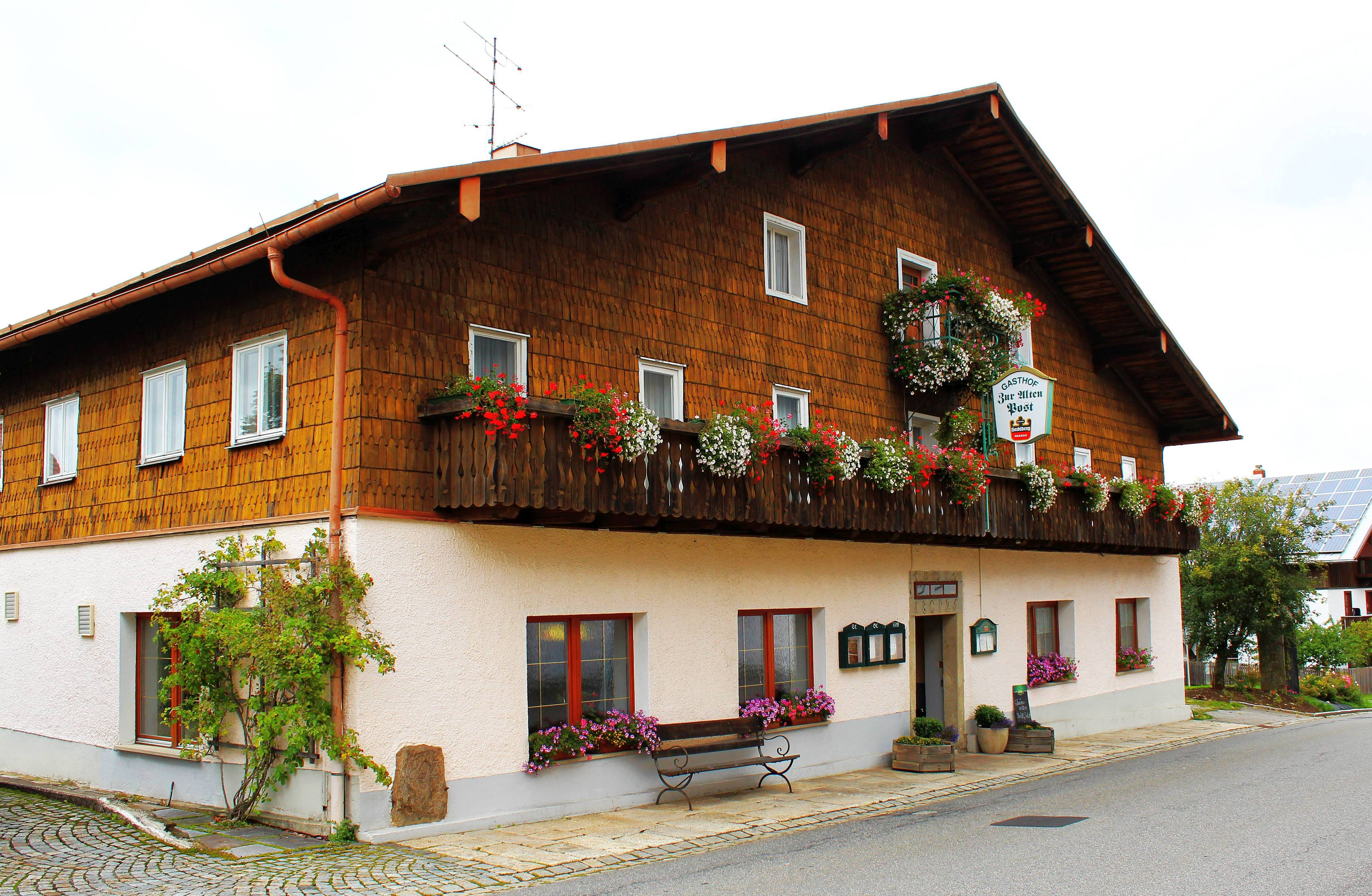
Gasthof Zur Alten Post

Der Gasthof Zur Alten Post befindet sich im Ortsteil Herzogsreut der Gemeinde Hinterschmiding im Landkreis Freyung-Grafenau im Bayerischen Wald.
Das im Jahre 1651 erstmals erwähnte Gebäude liegt am historischen Handelsweg „Goldener Steig“ und befindet sich seit 1978 unter Denkmalschutz. Ebenfalls unter Denkmalschutz steht eine dazugehörige Kapelle aus dem Jahre 1861, welche aus einem einzigen Granitblock besteht.

## Geschichte

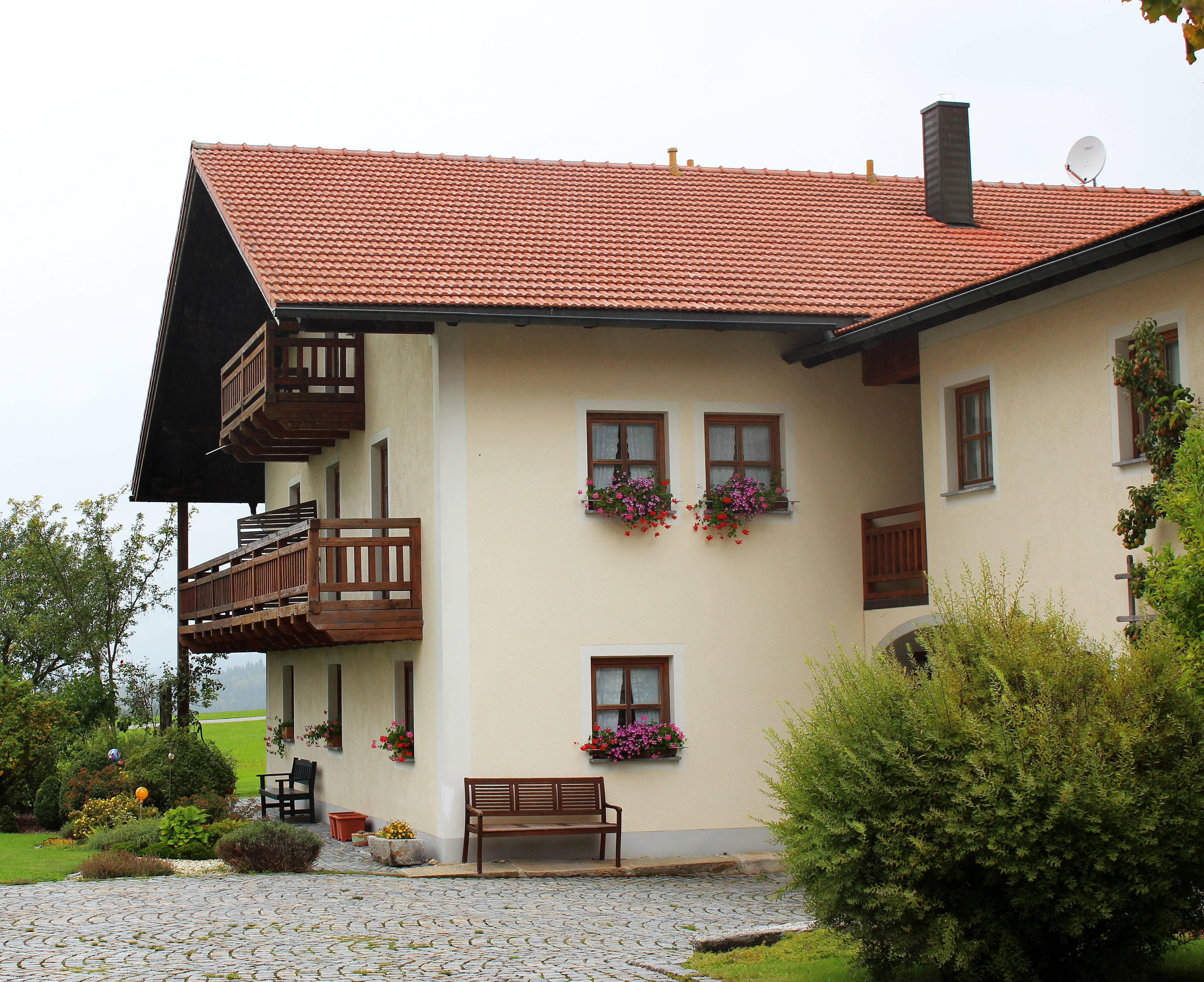
Der aus dem Jahre 1996 stammende Anbau des Gasthofes.

Die Existenz des Gasthofes Zur alten Post ist schon für das 17. Jahrhundert belegt. Urkundlich erstmals erwähnt wurde der in der am einstigen Handelsweg „Goldener Steig“ gelegenen Ortschaft Herzogsreut befindliche historische Gasthof im Jahre 1651. Das Haus wurde hier kurz nach dem Dreißigjährigen Krieg am 13. Juni 1651 für 70 Gulden an Stephan Eckerl von Wallern und seine Ehefrau Magdalena verkauft. Zuvor gehörte das zu jenem Zeitpunkt verlassene Grundstück Wolf Voltin, einem Herzogsreuter Söldner. Nachdem das Haus später noch mehrmals den Besitzer wechselte, erhielt es mit dem Erwerb durch Urban Khern im Jahre 1685 erstmals das Schankrecht und wurde schließlich Posthalterstation.
Im März des Jahres 1886 erwarb dann für 18000 Mark Franz Josef Lenz den „1/8-Postwirtshof mit realer Tafern-Gerchtsame“. Seither befindet sich der Gasthof im Besitz der Familie Lenz. Franz Josef Lenz veräußerte das Grundstück mit dem Gasthof im Jahre 1923 schließlich an Johann und Kathi Lenz, die es später innerhalb der Familie weiter vererbten. Der Fremdenverkehr wurde zu einer wichtigen Einnahmequelle. Waren es früher Salzsäumer, welche hier auf ihren auf dem Goldenen Steig entlang führenden Touren einkehrten und später die hier Halt machenden Postkutschen, waren es jetzt Sommerfrischler, Urlauber und Ausflügler.
Der Gasthof befindet sich seit 1978 unter Denkmalschutz. In jenem Jahr übernahmen die Wirtsleute Josef und Lydia Lenz den Gastwirtsbetrieb. Seit 1996 wird er inzwischen in vierter Generation durch Maria Lenz-Krumenacker geführt. Seither wurde er durch einen modernen Anbau erweitert, dessen Zimmer an Feriengäste vermietet werden.

## Baubeschreibung und Besonderheiten

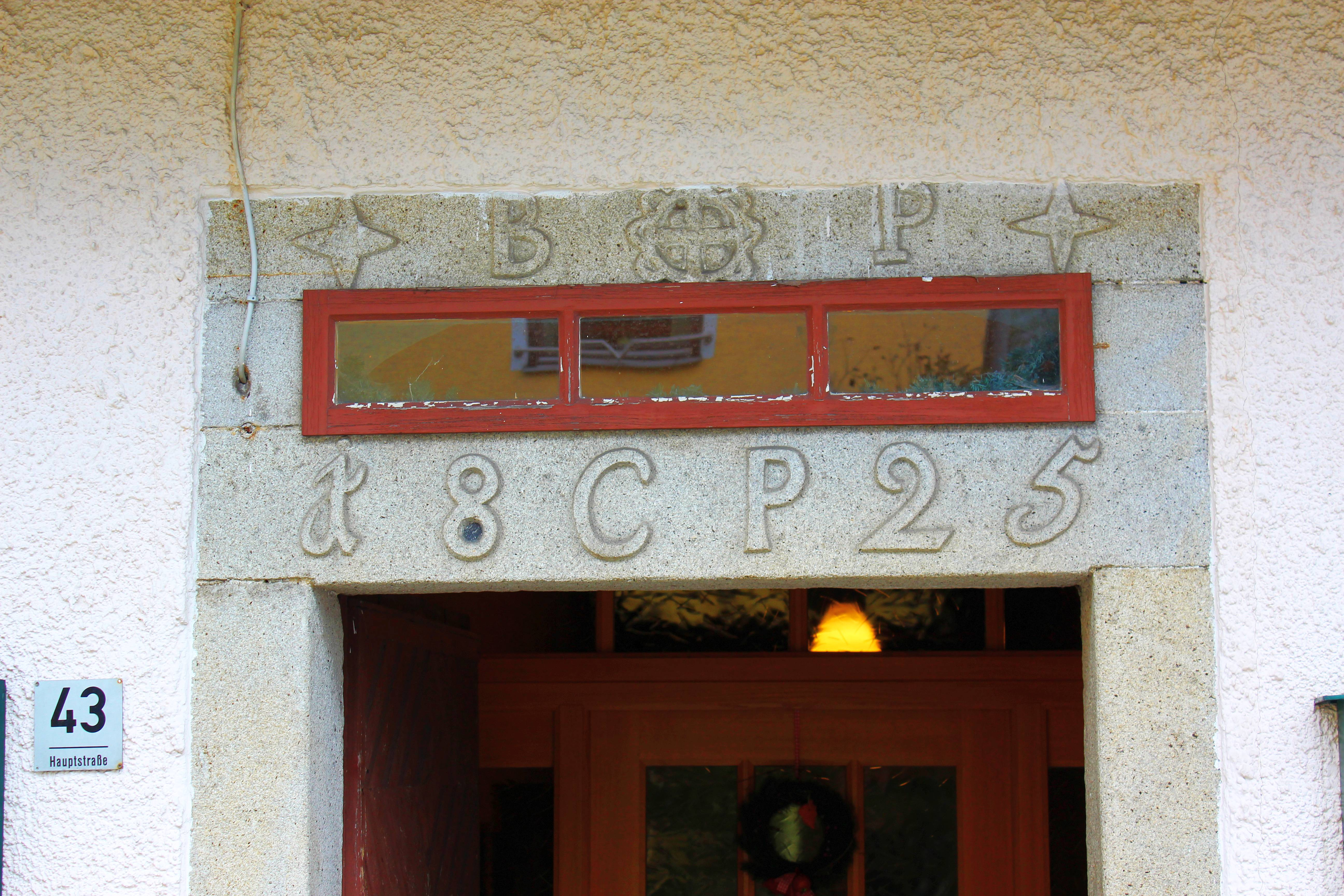
Inschrift über dem Haupteingang

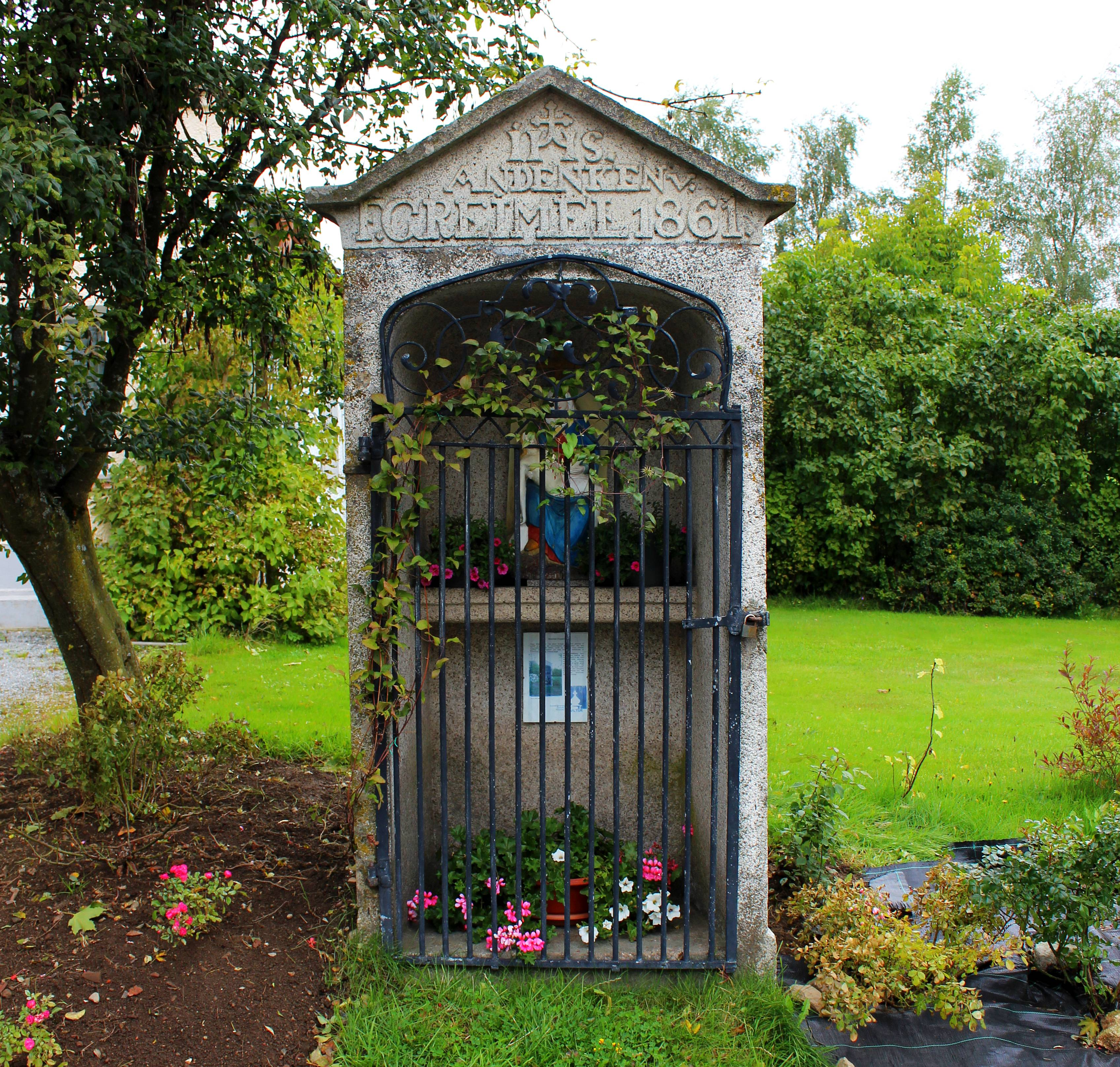
Greimelkapelle

### Gasthof
Die Denkmalliste für Hinterschmiding beim Bayerischen Landesamt für Denkmalpflege beschreibt den Gasthof Zur Alten Post wie folgt: „zweigeschossiger Flachsatteldachbau, Erdgeschoss massiv, Obergeschoss verschindelter Blockbau“.
Zum Gasthof gehören außerdem ein 200 Personen fassender Saal (der einstige Pferdestall der früheren Posthalterstation), mehrere Gästezimmer und ein im Innenhof eingerichteter Biergarten.
In seinem Inneren sind in der Gaststube unter anderem ein Kachelofen aus den 1930er Jahren und in der Küche ein inzwischen historischer Holzofenherd aus der von 1937 bis 2007 im baden-württembergischen Bretten ansässigen Herdfabrik Malag-Werke Adolf Muckenfuß zu finden. Eine Wand der urigen Gaststube wird von einem Gemälde verziert, welches einst vom in Herzogsreut geborenen Maler Hans Turek (1921–2000) geschaffen wurde.
Im Schlussstein des Türstocks am Haupteingang des historischen Gasthofes ist außerdem die markante Inschrift „BP 18CP25“ zu finden. Die entsprechende Deutung dazu ist allerdings nicht genau geklärt beziehungsweise belegt. Vermutet wird hier, dass im Jahre 1825 die damaligen Besitzer Caspar Blöchl und Barbara, eine Kreuzberger Eignerstochter, den Gasthof um- oder neubauten.
Eine historische Tischkegelbahn, die bis zum Jahre 1955 im Gasthof aufgestellt war, gehört seit 2015 zur historischen Sammlung des Freilichtmuseums Finsterau.

### Greimelkapelle
Rechterhand des Gasthofes befindet sich eine kleine Kapelle, die sogenannte Greimelkapelle oder auch Wirtkapelle. Sie steht wie das Hauptgebäude ebenfalls unter Denkmalschutz. Errichtet im Jahre 1861, wurde sie einst aus einem einzigen Granitblock gehauen. In ihrem Inneren ist eine von Geranienschmuck umrahmte Marienfigur zu finden.
Der Überlieferung nach ließ die Kapelle der damalige Gastwirt Franz Greimel aufstellen, weil er von scheuenden Pferden zu Boden gestoßen wurde und dabei mit dem Schrecken davon kam. Eine andere Version bezeugt, dass Greimel bei einem Unfall von einem Pferdefuhrwerk überrollt und schadlos davongekommen war, woraufhin der die kleine Kapelle stiftete.

## Trivia
Die derzeitige Wirtin Maria Lenz-Krumenacker trat zusammen mit Freund und Stammgast Ottomar Espe im Jahre 2005 in der ARD-Quizsendung Das Quiz mit Jörg Pilawa auf, wobei sie 50.000 Euro gewann. Weiters ist sie im aus dem Jahre 1994 stammenden Kinofilm Pumuckl und der blaue Klabauter als Statistin zu sehen.

## Medien, Veröffentlichungen und Literatur (Auswahl)
Der historische Gasthof war im Laufe der Zeit Thema in verschiedenen Veröffentlichungen. Im Jahre 2009 drehte der Bayrische Rundfunk außerdem eine Episode der Dokumentarreihe Unter unserem Himmel im Gasthof „Zur Alten Post“.
- Franziska Gürtler, Sonja Schmidt, Gerald Richter: 50 historische Wirtshäuser in Niederbayern. Friedrich-Pustet-Verlag, 2014, ISBN 978-3-7917-2642-7.
- Rupert Berndl: Lebensader Goldener Steig: Ein mittelalterlicher Handelsweg feiert Jubiläum. SüdOst-Verlag, 2009, ISBN 978-3-89682-191-1.
- Jens Schörnich: Geschichtsträchtiges Haus am Goldenen Steig. In: Passauer Neue Presse. 31. Mai 2010.
- Bayerischer Rundfunk: Unter unserem Himmel. 2009.
- Thomas Dietz: Vom Bayerwald nach Monte Carlo. auf: www.mittelbayerische.de, 29. November 2015.